# حملة لولا دا سيلفا الرئاسية 2022
حملة لولا دا سيلفا الرئاسية 2022 تم اعتمادها رسميًا في 21 يوليو 2022 في ساو باولو. زميله في الترشح هو حاكم ساو باولو السابق جيرالدو الكمين.

## الترشح المسبق
في 20 مايو 2021 في مقابلة مع مجلة باريس ماتش الفرنسية أكد لولا دا سيلفا أنه مرشحًا لانتخابات العام المقبل.
وافقت اللجنة الوطنية لحزب العمال في 13 أبريل 2022 على ترشيح حاكم ساو باولو السابق جيرالدو ألكمين لمنصب نائب الرئيس. تم إضفاء الطابع الرسمي على البطاقة في 7 مايو في ائتلاف شكله اتحاد البرازيل للأمل (الذي شكله حزب العمال والحزب الشيوعي البرازيلي وحزب الخضر) والحزب الاشتراكي البرازيلي والتضامن. مع انسحاب أندريه جانونيس في 4 أغسطس تلقت التذكرة دعمًا رسميًا من حزبي أفانتي وأجير.

## الترشح لمنصب الرئيس
وافق حزب العمال في 21 يوليو 2022 على ترشيح الرئيس السابق لولا للمؤتمر الوطني للحزب. سيترشح لولا لمنصب الرئيس للمرة السادسة وفترة ولايته الثالثة والمرشح الأول لمنصب الرئيس عضوًا في اتحاد حزبي. تم إنشاء طريقة التحالف هذه في عام 2021.

## الخطط
تتمثل الالتزامات الرئيسية التي تعهد بها لويس إيناسيو لولا دا سيلفا في إعادة إعمار البلاد في مواجهة الأزمة الاقتصادية، مع تعزيز الديمقراطية والسيادة والسلام. ومع التركيز على التنمية الاقتصادية والاستقرار ومحاربة الفقر. وتفعيل التعليم مع تنفيذ النظام الوطني للثقافة والتوسع في برامج الإسكان.